# 望月美寿々
望月 美寿々（もちづき みすず、1993年5月3日 - ）は、日本の女優、グラビアアイドルである。
新潟県出身で、元パーフィットプロダクションに所属していた。ミスマガジン2008 ミスマガ!GyaO賞（マガジンメイト）を受賞した。

## 出演

### ドラマ
- 僕の秘密★兵器 第6話（2009年11月13日、メ〜テレ）水木薫子 役
- 月の恋人〜Moon Lovers〜 第5話（2010年6月7日、フジテレビ）女子高生 役
- 土曜ワイド劇場 棘の街（2011年6月18日、テレビ朝日）上杉朋絵（高校時代） 役

### 映画
- ホームレスが中学生（2008年）若松美咲 役

### 舞台
- 演劇集団BROCKEN★BROCKEN vol.3「知らざあ言って聞かせやしょう」（2010年9月22日 - 26日、相鉄本多劇場）
- 三ツ星キッチン第6弾オリジナルミュージカル「EAST SIDE STORY」（2011年12月1日 - 7日、全労済ホールスペース・ゼロ）

### 雑誌
- ヤングマガジン

### DVD
- マガジンメイト 望月美寿々（2008年11月、リバプール）[2][3]
- 女子中生以上↑女子高生未満↓（2009年7月、リバプール）[4][5]
- 僕の秘密★兵器Vol.6～暗闇シースルー[6][7]
- カタリヤ 最恐都市伝説[8]「霊感があるか分かる方法」（2010年）ヒラノサツキ 役

### CD
- イマドキ乙女（2011年6月22日発売）
  - テレビ東京系『ジュエルペット サンシャイン』エンディングテーマ。増山加弥乃＆望月美寿々

### WEB
- 社団法人日本音楽事業者協会 制作「JAME TV」